# Seaview (Wight)
Seaview – wieś w Anglii, na wyspie Wight. Leży 13 km na wschód od miasta Newport i 112 km na południowy zachód od Londynu.